# 217576 Klausbirkner
217576 Klausbirkner è un asteroide della fascia principale. Scoperto nel 2007, presenta un'orbita caratterizzata da un semiasse maggiore pari a 3,0194332 UA e da un'eccentricità di 0,2412766, inclinata di 5,55829° rispetto all'eclittica.
L'asteroide è dedicato all'astrofilo tedesco Klaus Birkner.